# Euphaedra lupercoides
Euphaedra lupercoides är en fjärilsart som beskrevs av Rothschild 1918. Euphaedra lupercoides ingår i släktet Euphaedra och familjen praktfjärilar. Inga underarter finns listade i Catalogue of Life.